# حسام أبو صفية
حسام أبو صفية (أبو إلياس؛21 نوفمبر 1973-) هو استشاري طب أطفال فلسطيني، يشغل حاليًا منصب مدير مستشفى الشهيد كمال عدوان في قطاع غزة. يُعد من الشخصيات البارزة في القطاع الصحي، ويعمل على قيادة الفرق الطبية لتقديم الخدمات الطبية لسكان غزة.

## سيرته
وُلد حسام أبو صفية في مخيم جباليا بمدينة غزة لعائلة هُجّرت من بلدة حمامة إثر النكبة عام 1948. نال شهادة البورد الفلسطيني في طب الأطفال وحديثي الولادة. اُعتقل في أواخر شهر أكتوبر 2024 خلال اقتحام القوات الإسرائيلية لمستشفى كمال عدوان وإجبار الكادر الطبي على المغادرة. وبعد الإفراج عنه، تلقى نبأ استشهاد طفله إبراهيم نتيجة قصف القوات الإسرائيلية لمكان تواجده بتاريخ 26 أكتوبر 2024.
في 23 نوفمبر 2024، أُصيب أبو صفية جراء إلقاء قنبلة عليه من طائرة كوادكابتر إسرائيلية أثناء عمله داخل المستشفى، ما أدى إلى إصابته بستة شظايا اخترقت منطقة الفخذ وتسببت في تمزق الأوردة والشرايين.
في 27 ديسمبر 2024، اقتحمت القوات الإسرائيلية المستشفى واعتقلته، وفي 30 ديسمبر 2024، ذكرت شبكة سي إن إن نقلاً عن معتقلون سابقون أطلقت إسرائيل سراحهم مؤخرًا، إن الدكتور حسام أبو صفية احتجزته إسرائيل في قاعدة سدي تيمان العسكرية سيئة السمعة.